# Sigmops gracilis
Espèce
Sigmops gracilis est une espèce de poissons de l'infra-classe des téléostéens (Teleostei).